# Jezioro Lubieńskie
Jezioro Lubieńskie – jezioro w woj. kujawsko-pomorskim, w powiecie włocławskim, w gminie Lubień Kujawski, leżące na terenie Pojezierza Kujawskiego. Nad brzegami jeziora położony jest Lubień Kujawski oraz wsie Czaple Nowe, Stępka i Narty.

## Hydronimia
Jezioro pojawia się w źródłach w 1884 jako Lubień, a następnie Jez. Lubieńskie (1963). Państwowy rejestr nazw geograficznych jako nazwę zestandaryzowaną akwenu podaje Jezioro Lubieńskie, nie wymieniając nazw obocznych.

## Morfometria
Według danych Instytutu Rybactwa Śródlądowego powierzchnia zwierciadła wody jeziora wynosi 89 ha, natomiast A. Choiński, poprzez planimetrowanie na mapach 1:50 000, określił wielkość jeziora na 78 ha. Jeziorna jednolita część wód powierzchniowych ma powierzchnię 85 ha.
Średnia głębokość zbiornika wodnego to 3,3 m, a maksymalna – 12,8 m. Objętość jeziora wynosi 3494,7 tys. m³. Maksymalna długość jeziora to 3220 m, a szerokość 790 m. Długość linii brzegowej wynosi 7770 m.
Według Atlasu jezior Polski (red. J. Jańczak, 1997) lustro wody znajduje się na wysokości 119,3 m n.p.m., natomiast według numerycznego modelu terenu udostępnionego przez Geoportal lustro wody znajduje się na wysokości 119,5 m n.p.m.
Według Mapy Podziału Hydrograficznego Polski leży na terenie zlewni piątego poziomu Zlewnia jez. Lubieńskiego. Identyfikator MPHP to 27883.

## Zagospodarowanie
W systemie gospodarki wodnej jezioro tworzy jednolitą część wód o kodzie PLLW20049. Administratorem wód jeziora jest Regionalny Zarząd Gospodarki Wodnej w Warszawie. Utworzył on obwód rybacki, który obejmuje między innymi wody jezior Kaczawka i Lubieńskiego (Obwód rybacki jeziora Lubieńskiego w zlewni rzeki Lubienka nr 2). Gospodarkę rybacką na jeziorze prowadzi Gospodarstwo Rybackie Włocławek.
Jezioro pełni również funkcje rekreacyjne. W 2023 roku znajdowało się tutaj jedno kąpielisko wyznaczone zgodnie z zasadami dyrektywy kąpieliskowej – Kąpielisko "Lubieńskie". W 2022 roku jakość wód tego kąpieliska oceniono jako doskonałą. W 2023 roku kąpielisko było prowadzone przez Zakład Gospodarki Komunalnej i Mieszkaniowej w Lubieniu Kujawskim.

## Czystość wód i ochrona środowiska
Badania z 2019 roku zaliczyły wody jeziora do wód o złym stanie ekologicznym, co odpowiada V klasie jakości. Wskaźnikiem, który zadecydował o piątej klasie, był stan fitoplanktonu, podczas gdy stan makrozoobentosu oceniono jako słaby, a ichtiofauny, fitobentosu oraz markofitów oceniono jako umiarkowany. W tym samym roku stan chemiczny wód określono jako poniżej dobrego, a jedynym elementem przekraczającym normę była zawartość PBDE w tkankach ryb. Przeźroczystość wód została określona na 0,5 metra.
Jezioro nie jest objęte żadną formą ochrony przyrody.